# Zeche Ruhfuß
Die Zeche Ruhfuß ist ein ehemaliges Erzbergwerk in Niederhofen (jetzt Dortmund). Das Bergwerk war auch kurzzeitig als Steinkohlenbergwerk in Betrieb. Das Bergwerk gehörte zum Märkischen Bergamtsbezirk und dort zum Geschworenenrevier Hörde.

## Bergwerksgeschichte
Im Jahr 1851 wurden drei Geviertfelder für den Abbau von Eisenerz verliehen. In der Zeit vom 13. Januar bis zum 27. April des Jahres 1853 wurden die drei Felder miteinander konsolidiert. Im Jahr 1855 war ein Schacht im Feld Nicolaus I in Förderung. In diesem Jahr wurde von einem Bergmann 21 preußische Tonnen Steinkohle gefördert. In den Jahren 1857 bis 1862 waren die Schächte August, Karl und Moritz in Betrieb. In diesen Jahren wurde eine nicht bezifferte Menge Kohleneisenstein abgebaut. Danach fehlen weitere Angaben zur Zeche Ruhfuß.